# Helmut Klabunde
Helmut Klabunde (* 8. Januar 1935 in Zarnekow, Hinterpommern) ist ein ehemaliger Offizier der Nationalen Volksarmee der Deutschen Demokratischen Republik. Zuletzt hatte er den Dienstgrad eines Generalmajors der Reserve inne. 

## Leben
Als Sohn eines Melkers erlernte Klabunde nach seinem zwölfjährigen Schulbesuch von 1950 bis 1955 den Beruf eines Stellmachers. Er trat am 31. Mai 1955 der Kasernierten Volkspolizei, dem Vorläufer der NVA, bei und wurde dort bis 1958 als Unteroffiziersschüler ausgebildet. Anschließend war er Gruppen- und Zugführer im Pionier-Bataillon 8. 1957 trat er der SED bei. Von 1958 bis 1960 war Klabunde FDJ-Sekretär im selben Bataillon. 1960 war er FDJ-Student und anschließend von 1961 bis 1967 Oberinstrukteur für Jugendarbeit in der Politischen Hauptverwaltung des Ministeriums für Nationale Verteidigung (MfNV) in Berlin. Im Anschluss hieran besuchte Klabunde von 1967 bis 1970 als Offiziershörer die Militärakademie der NVA in Dresden und kehrte anschließend bis 1975 in seine vorherige Position im MfNV zurück. Von 1975 bis 1981 war er Abteilungsleiter für Jugend in der Politischen Hauptverwaltung des MfNV und von Juni 1976 bis Juni 1981 Mitglied des Büros des Zentralrates der FDJ. Im Jahr 1980 wurde er zum Oberst befördert. Am 26. Mai 1981 wurde er als Nachfolger von Horst Glaeser zum Vorsitzenden der Gewerkschaft der Zivilbeschäftigten der NVA gewählt und am 31. Mai 1981 in die Reserve versetzt. Im September 1981 wurde er in den FDGB-Bundesvorstand kooptiert. Am 7. Oktober 1988 wurde er vom Vorsitzenden des Nationalen Verteidigungsrates der DDR, Erich Honecker, zum Generalmajor d.R. ernannt. Das Gewerkschaftsamt hatte er bis zu seinem Rücktritt am 7. März 1990 inne.

## Auszeichnungen
- Vaterländischer Verdienstorden in Bronze
- Kampforden „Für Verdienste um Volk und Vaterland“ in Bronze
- 1985 Orden Banner der Arbeit Stufe I